# Turniej o Srebrny Kask 1995

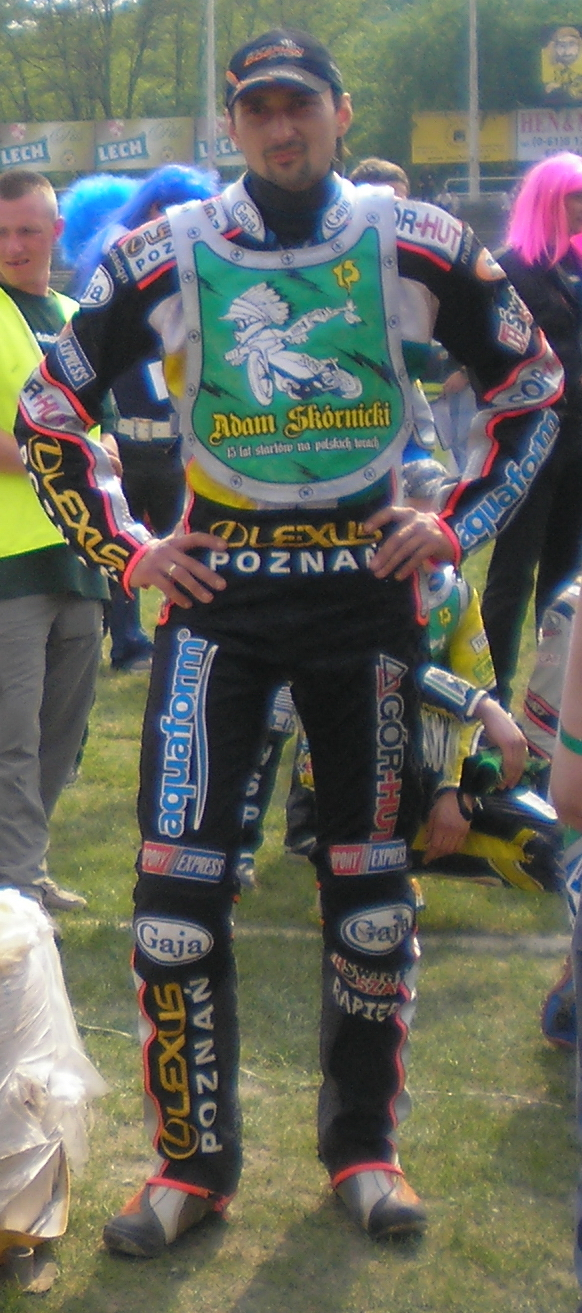
Rafał Dobrucki, zdobywca Srebrnego Kasku w 1995 roku
(zdjęcie z 2008).

Turniej o Srebrny Kask 1995 – rozegrany w sezonie 1995 turniej żużlowy z cyklu rozgrywek o "Srebrny Kask", w którym mogli uczestniczyć zawodnicy do 21. roku życia. W rozegranym w Toruniu finale zwyciężył Rafał Dobrucki z Polonii Piła, który w dodatkowym biegu pokonał Sebastiana Ułamka z Włókniarza Częstochowa. Trzecie miejsce zajął Waldemar Walczak z Polonii Piła.
Uczestnicy finału zostali wytypowani przez Główną Komisję Sportu Żużlowego na podstawie średnich biegowych z rozgrywek ligowych.

## Finał
Finał turnieju odbył się 1 października 1995 r. w Toruniu. Sędzią był Andrzej Kulesza. 
| Msc. | Zawodnik            | Klub                  | Pkt    |             |  |
| ---- | ------------------- | --------------------- | ------ | ----------- |  |
| 1    | Rafał Dobrucki      | Polonia Piła          | 13 + 3 | (3,3,1,3,3) |  |
| 2    | Sebastian Ułamek    | Włókniarz Częstochowa | 13 + 2 | (2,2,3,3,3) |  |
| 3    | Waldemar Walczak    | Polonia Piła          | 12 + 3 | (3,3,3,1,2) |  |
| 4    | Grzegorz Rempała    | Unia Tarnów           | 12 + u | (3,2,2,2,3) |  |
| 5    | Piotr Protasiewicz  | WTS Wrocław           | 10     | (3,1,3,3,d) |  |
| 6    | Piotr Markuszewski  | GKM Grudziądz         | 9      | (1,3,2,d,3) |  |
| 7    | Wiesław Jaguś       | Apator Toruń          | 7      | (1,0,3,2,1) |  |
| 8    | Maciej Kuciapa      | Stal Rzeszów          | 7      | (2,2,1,2,0) |  |
| 9    | Robert Mikołajczak  | Unia Leszno           | 6      | (1,1,2,0,2) |  |
| 10   | Piotr Winiarz       | Stal Rzeszów          | 5      | (2,0,0,2,1) |  |
| 11   | Ireneusz Kwieciński | Polonia Bydgoszcz     | 5      | (1,1,1,2,d) |  |
| 12   | Damian Baliński     | Unia Leszno           | 4      | (w,w,0,3,1) |  |
| 13   | Tomasz Bajerski     | Apator Toruń          | 4      | (w,2,2,–,–) |  |
| 14   | Adam Skórnicki      | Unia Leszno           | 4      | (2,1,0,0,1) |  |
| 15   | Rafał Osumek        | Włókniarz Częstochowa | 4      | (d,d,1,1,2) |  |
| 16   | Rafał Wilk          | Stal Rzeszów          | 1      | (0,0,0,1,0) |  |
|      | Robert Dados        | Motor Lublin          |        | (0,3,1)     |  |
|      | Grzegorz Walasek    | Falubaz Zielona Góra  |        | (0,0)       |  |